# Oxigenador

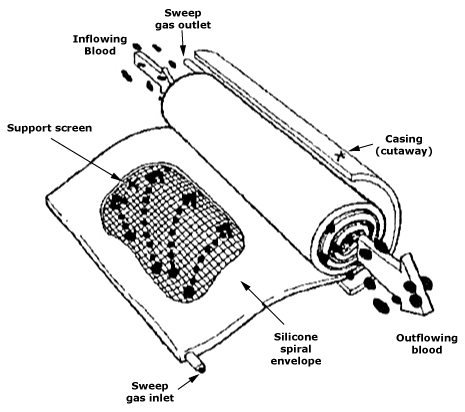
Esquema del oxigenador de membrana de silicona.

Un oxigenador es un dispositivo médico que es capaz de intercambiar oxígeno y dióxido de carbono en la sangre de un paciente humano durante procedimientos quirúrgicos que pueden necesitar la interrupción o el cese del flujo sanguíneo en el cuerpo, un órgano crítico o un gran vaso sanguíneo. Estos órganos pueden ser el corazón, los pulmones o el hígado mientras que los grandes vasos pueden ser la aorta, la arteria pulmonar, las venas pulmonares o la vena cava.

## Uso
Un perfusionista suele utilizar un oxigenador en cirugía cardíaca junto con la máquina de circulación extracorpórea. Sin embargo, los enfermeros también pueden utilizar oxigenadores en la oxigenación por membrana extracorpórea en las unidades de cuidados intensivos neonatales. Para la mayoría de las operaciones cardíacas, como el injerto de derivación de la arteria coronaria, la derivación cardiopulmonar se realiza mediante una máquina de circulación extracorpórea (o máquina de derivación cardiopulmonar). La máquina corazón-pulmón sirve para reemplazar el trabajo del corazón durante la cirugía de bypass abierto. La máquina reemplaza tanto la acción de bombeo del corazón como la función de intercambio de gases de los pulmones. Dado que el corazón se detiene durante la operación, esto permite al cirujano operar en un corazón estacionario sin sangre.
Un componente de la máquina corazón-pulmón es el oxigenador. El componente oxigenador sirve como pulmón y está diseñado para exponer la sangre al oxígeno y eliminar el dióxido de carbono. Es desechable y contiene alrededor de 2 a 4 m² de una membrana permeable al gas pero impermeable a la sangre en forma de fibras huecas. La sangre fluye por el exterior de las fibras huecas, mientras que el oxígeno fluye en dirección opuesta por el interior de las fibras. A medida que la sangre pasa por el oxigenador, la sangre entra en contacto íntimo con las finas superficies del propio dispositivo. El gas que contiene oxígeno y aire medicinal se envía a la interfaz entre la sangre y el dispositivo, lo que permite que las células sanguíneas absorban las moléculas de oxígeno directamente.

## Oxigenador de sangre recubierto de heparina

### Razón fundamental
Las operaciones que involucran circuitos de CEC sin recubrimiento requieren una dosis alta de heparina sistémica. Aunque los efectos de la heparina son reversibles al administrar protamina, hay una serie de efectos secundarios asociados con esto. Los efectos secundarios pueden incluir reacción alérgica a la heparina que resulta en trombocitopenia, diversas reacciones a la administración de protamina y hemorragia postoperatoria debido a la reversión inadecuada de la anticoagulación. La heparina sistémica no previene por completo la coagulación o la activación del complemento, los neutrófilos y los monocitos que son los principales mediadores de la respuesta inflamatoria. Esta respuesta produce una amplia gama de citotoxinas y proteínas de señalización celular que circulan por todo el cuerpo del paciente durante la cirugía y alteran la homeostasis. Las respuestas inflamatorias pueden producir partículas microembólicas. Una fuente mayor de tales microémbolos es causada por la succión de desechos quirúrgicos y lípidos en el circuito de CEC. 
Las micropartículas obstruyen las arteriolas que irrigan pequeños nidos de células en todo el cuerpo y, junto con las citotoxinas, dañan órganos y tejidos y alteran temporalmente la función de los órganos. Todos los aspectos del baipás cardiopulmonar, incluida la manipulación de la aorta por parte del cirujano, pueden estar asociados con síntomas neurológicos después de la perfusión. Los médicos se refieren a estos déficits neurológicos temporales como "síndrome de cabeza de bomba". Los oxigenadores de sangre recubiertos de heparina son una opción disponible para un cirujano y un perfusionista para disminuir la morbilidad asociada con la CEC en un grado limitado.
Los oxigenadores recubiertos de heparina son pensados para:
- Mejorar la biocompatibilidad general y la homeostasis del huésped
- Imitar el revestimiento endotelial natural de la vasculatura
- Reducir la necesidad de anticoagulación sistémica
- Mejor mantener el recuento de plaquetas
- Reducir la adhesión de las proteínas plasmáticas
- Evitar la desnaturalización y la activación de proteínas y células sanguíneas adheridas
- Evite las complicaciones derivadas de un gradiente de presión anormal en el oxigenador

### Resultados quirúrgicos
Se informa que el recubrimiento de heparina da como resultado características similares al endotelio nativo. Se ha demostrado que inhibe la coagulación intrínseca, inhibe las respuestas del huésped a la circulación extracorpórea y disminuye el síndrome de posperfusión o «cabeza de bomba». Varios estudios han examinado la eficacia clínica de estos oxigenadores.